# Katmandujski kraljevi trg
Katmandujski kraljevi trg (nepalsko Basantapur Darbar Kshetra) pred staro kraljevo palačo nekdanjega Katmandujskega kraljestva je eden od treh Darbar (kraljevih) trgov v Katmandujski dolini v Nepalu, ki so na seznamu Unescove svetovne dediščine.
Več stavb na trgu je propadlo zaradi velikega potresa 25. aprila 2015. Kraljevi trg je bil obdan s spektakularno arhitekturo in živahno prikazuje veščine umetnikov in obrtnikov Nevarcev več stoletij. Kraljeva palača je bila prvotno na trgu Dattaraya in je bila kasneje prestavljena na trg Darbar.
Katmandujski kraljevi trg je imel palače kraljev rodbin Malla in Shah, ki so vladali nad mestom. Skupaj s temi palačami trg tvori kvadrante, ki razkrivajo dvorišča in templje. Znan je kot Hanuman Dhoka kraljevi trg, ime, ki izhaja iz kipa Hanuman, opice boga Rama, na vhodu v palačo.

## Zgodovina in izgradnja
Prednost gradnje kraljevih palač na tem mestu sega že v obdobje Licčavidov v 3. stoletje. Čeprav so se sedanje palače in templji ponavljali in obsežno obnoviljali, iz tega obdobja ni nič ostankov. Imena, kot so Gunapo in Gupo, kot se imenujejo palače na trgu v zgodnjih spisih, kažejo, da je palače zgradil Gunakamadev, kralj, ki je vladal pozno v 10. stoletju. Ko se je mesto Katmandu osamosvojilo pod vladavino kralja Ratna Malla (1484–1520), so palače na trgu postale kraljeve palače za kralje rodbine Malla. Ko je Prithvi Narayan Šah leta 1769 vdrl v Katmandujsko dolino, je za svojo palačo izbral Katmandujski kraljevi trg. Drugi kasnejši kralji rodbine Šah so še do leta 1896 vladali s trga, ko so se preselili v palačo Narayan Hiti.
Trg je bil vedno središče pomembnih kraljevskih dogodkov, kot sta kronanje kralja Birendre Bir Bikram Shaha leta 1975 in kralja Gyanendra Bir Bikram Shaha leta 2001.
Čeprav ni pisnih arhivov, ki bi navajali zgodovino Katmandujskega kraljevega trga, je gradnja palače na trgu pripisana Sankharadevu (1069–1083). Kot prvi kralj neodvisnega mesta Katmanduja naj bi Ratna Malla leta 1501 zgradil tempelj Taleju na severni strani palače. Da bi to bilo res, bi moral biti tempelj zgrajen v slogu vihara kot del palače, ki obkroža dvorišče Mul Čok, ker ni dokazov o ločeni zgradbi, ki bi se ujemala s tem templjem, jo je mogoče najti znotraj trga.
Vihara (sanskrt: विहार vihāra) se običajno nanaša na samostan za budistične obljube. Koncept je star in v zgodnjih sanskrtskih in pali tekstih je pomenil kakršnokoli ureditev prostora ali objektov za užitek in zabavo.
Konstrukcija jedra Čovk ni jasno navedena v nobenih zgodovinskih napisih, čeprav je verjetno najstarejša med vsemi dvorišči na trgu. Tempelj Bhagavati, prvotno znan kot Tempelj Narajan, se dviga nad dvorci, ki ga obkrožajo in je bil dodan v času Jagajaya Malla v začetku 18. stoletja. Narajanski idol v templju je bil ukraden, tako da ga je Prithvi Narayan Shah zamenjal s podobo Bhagavati, ki popolnoma spremeni ime templja.
Najstarejši templji na trgu so tisti, ki jih je zgradil Mahendra Malla (1560–1574). To so templji Jaganatha, Kotilingesvara Mahadeva, Mahendresvara in Taleju. Ta trinadstropni tempelj je bil ustanovljen leta 1564, v značilnem nevarskem slogu in je dvignjen na ploščadih, ki tvorijo piramidno strukturo. Rečeno je bilo, da je bil Mahendra Malla, ko je prebival v Bhaktapurju, zelo naklonjen templju Taleju; boginja, ki je bila zadovoljna z njegovo predanostjo, mu je dala vizijo, v kateri ga je prosila, naj ji na trgu zgradi tempelj. S pomočjo puščavnika je oblikoval tempelj, da mu je dal svojo obliko in boginja je vstopila v tempelj v obliki čebele.
Njegovi nasledniki Sadasiva (1575–1581), njegov sin, Shiva Simha (1578–1619) in njegov vnuk, Laksmi Narsingha (1619–1641), se zdi da niso naredili nobenih večjih sprememb na trgu. V obdobju teh treh generacij so se pojavile samo konstrukcije templja Degutale, ki ga je Šiva Simha posvetil boginji materi Taleju in nekaj okrepitev v kraljevi palači Laksmi Narsingha.

### Pod kraljem Pratap Malla
V času Pratapa Malla je bil trg zelo razvit. Bil je intelektualec, pobožen in še posebej zainteresiran za umetnost. Poimenoval se je Kavindra, kralj pesnikov in se hvalil, da se je naučil petnajst različnih jezikovh. Strastni graditelj je po kronanju takoj začel z razširitvami svoje kraljeve palače in obnovil nekaj starih templjev ter zgradil nove, svetišča in stupe okoli svojega kraljestva.
Med gradnjo njegove palače je dodal majhen vhod v tradicionalnem, nizkem in ozkem nevarskem slogu. Vrata so bila bogato okrašena z rezbarijami in slikami božanstev in ugodnimi znaki, kasneje pa so jih prenesli na vhod v Mohan Čovk. Pred vhodom je postavil kip Hanuman, ker je mislil, da bo ta okrepil njegovo vojsko in zaščitil dom. Vhod vodi v Nasal Čovk, dvorišče, kjer poteka večina kraljevih dogodkov, kot so kronanja, predstave in yagye, sveti rituali ognja. Ime je dobil po Nasadyi, bogu plesa in v času Pratapa Malla so se izvajale slavne plesne drame v maskah. V eni od teh dram je povedano, da je Pratap Malla sam igral vlogo Višnuja in da je Višnujev duh ostal v kraljevem telesu tudi po igri. Po posvetovanju s tantričnimi voditelji je naročil kamnito podobo Višnuja v svoji inkarnaciji, kot je Nara Simha, pol-lev in pol-človek in nato prenesel duha v kamen. Ta lepa podoba Narasimhe, izdelana leta 1673, še vedno stoji v Nasal Čovku. Leta 1650 je naročil gradnjo Mohan Čovka v palači. Ta čok je ostal kraljevsko stanovanjsko dvorišče vrsto let in verjame se, da je pod njegovo površino shranjena velika količina zaklada. Pratap Malla je takrat zgradil tudi Sundari Čovk. V petnajstih jezikih je postavil ploščo z vgraviranimi črtami in razglasil, da bo tisti, ki bo razumel napis, ustvaril tok mleka namesto vode iz Tutedhare, vodnjaka v zunanjih zidovih Mohan Čoka. Ne glede na to, kako so bile njegove konstrukcije izpopolnjene, niso bile namenjene zgolj poudarjanju njegove luksuznosti, temveč tudi njegove in predanosti drugih do božanstev. Za templje je podaril obsežne donacije, starejše pa obnovil. Nato je leta 1649 v palači zgradil tempelj Krišne, Vamsagopala, v osmerokotni obliki. Ta tempelj je posvetil svojima dvema indijskima ženama, Rupamati in Rajamati, saj sta obe umrli v letu, ko je bil zgrajen. V Mohan Čovku je postavil tristrešni Agamačem tempelj in edinstven tempelj s petimi strehami. Po popolni obnovi Mul Čovka, ga je podaril templju Taleju. Za glavni tempelj Taleju je leta 1670 podaril kovinska vrata. Obnovil je tempelj Degutale, ki ga je zgradil njegov dedek, Siva Simha in tempelj Taleju na trgu. Kot nadomestek za tempelj Indresvara Mahadeva v oddaljeni vasi Panauti je zgradil Šivin tempelj Indrapura, blizu svoje palače na trgu. Hvalnice na stenah Jaganathovega templja je izklesal kot molitve Taleju v obliki Kali.
Na južnem koncu trga, v bližini Kasthamandapa pri Maru, ki je bilo glavno mestno križišče za zgodnje trgovce, je zgradil še en paviljon z imenom Kavindrapura, dvorec kralja pesnikov. V tem dvorcu je postavil idola plesa Šive, Nasadjo, ki ga danes v dolini zelo častijo plesalci.
V procesu lepšanja njegove palače je dodal fontane, ribnike in kopeli. V Sundari Čok je postavil nizko kopel z zlatim vodnjakom. Zgradil je majhen ribnik, Naga Pokhari v palači, ki jo je krasila Nagakastha, lesena kača, za katero so rekli, da jo je naročil ukrasti iz kraljevega ribnika na Bhaktapurskem kraljevem trgu. Obnovil je kamnite skulpture Licčavidov, kot sta Jalasajana Narajana, Kalijadamana in Kala Bhairav. Idol Jalasajane Narajane je bil postavljen v novo nastali ribnik v vrtu Bhandarkhal v vzhodnem krilu palače. Kot nadomestek za idol Jalasajane Narajane v Buddhanilkantha je usmeril vodo iz Buddhanilkantha v ribnik v Bhandarkhal zaradi darovanja pristnosti. Kaljadana, manifestacija, da Krišna uničuje Kalijo, vodno kačo, je v Kalindi Čoku, ki je v bližini Mohan Čovka. Približno deset metrov visoka slika grozljivo upodobljenega Kal Bhairava je v bližini templja Jaganath. Ta podoba je v ospredju čaščenja v čovku, zlasti v času Durge Puje.
S smrtjo Pratapa Malla leta 1674 se je splošni poudarek na pomembnosti trga ustavil. Njegovi nasledniki so obdržali relativno nepomembno moč in prevladujoči ministri so prevzeli nadzor nad večino kraljeve oblasti. Ministri so imeli pod temi kralji le malo vpliva in vedno bolj se je zanimanje za umetnost in dodatke na trgu izgubilo. V treh desetletjih, ki so sledila njegovi smrti, so se manj osredotočali na kulturo in mesto in državo bolj usmerjali v politiko in oblast, na trgu pa je bilo zgrajenih le nekaj manjših konstrukcij. Ti projekti so vključevali Parthivendra Malla, ki je leta 1679 zgradil tempelj, imenovan Trailokya Mohan ali Dasavatara, ki je bil posvečen Višnuju. Desetletja pozneje je bil dodan velik kip Garuda, gora Višnuja. Parthivendra Malla je pred templjem Taleju dodal steber s podobo svoje družine.
Okoli leta 1692 je Radhilasmi, vdova kraljica Pratap Malla, postavila visok tempelj Šive, znan kot Maju Deval, blizu Garudine podobe na trgu. Tempelj stoji na devetih stopnicah in je ena najvišjih zgradb na trgu. Nato je njen sin, Bhupalendra Malla, prevzel prestol in izgnal vdovsko kraljico v hribe. Njegova smrt je prišla zgodaj v enaindvajsetem letu starosti in njegova vdova kraljica Bhuvanalaksmi je na trgu postavila tempelj, imenovan Kagesvara Mahadev. Tempelj je bil zgrajen v nevarskem slogu in je služil kot nadomestek za čaščenje oddaljenega templja v hribih. Po potresu leta 1934 je bil tempelj obnovljen s kupolo, ki je bila tuja arhitekturi Nevarcev.
Jayaprakash Malla, zadnji kralj rodbine Malla, ki je vladal v Katmanduju, je zgradil tempelj za Kumari in Durga v njenem deviškem stanju. Tempelj je bil imenovan Kumari Bahal in je bil strukturiran kot tipična nevarska vihara. V njegovi hiši prebiva Kumari, dekle, ki je čaščena kot živa boginja. Prav tako je naredil kočijo za Kumari in na dvorišču so bile položene natančne ploščice iz terakote.

### Pod rodbino Šahov
V času rodbine Šah, ki je sledila, je Katmandujski kraljevi trg doživel številne spremembe. V tem času sta bila zgrajena dva najbolj nenavadna templja na trgu. Eden od njih je Nautale, devet-nadstropna stavba, znana kot Basantapur Durbar. Ima štiri strehe in stoji na koncu Nasal Čoka na vzhodni strani palače. Pravijo, da je bila ta stavba postavljena kot hiša za užitek. Spodnja tri nadstropja so bila narejena v slogu kmetije Nevarcev. V zgornjih nadstropjih so okna v nevarskem slogu, sanjhya in tikijhya, nekateri pa so rahlo projicirani iz stene. Drugi tempelj je priključen na trg Vasantapur in ima štiri nadstropja. Ta stavba je bila prvotno znana kot Vilasamandira ali Lohom Čok, zdaj pa je splošno znana kot Basantapur ali Tejarat Čok. Spodnja nadstropja Basantapur Čoka prikazujejo obsežne rezbarije v lesu, strehe so narejene v priljubljenem mogulskem slogu. Arhivi navajajo, da je Prthivi Narayan Šah zgradil ti dve zgradbi leta 1770.
Rana Bahadur Shah je bil ustoličen že pri dveh letih. Bahadur Shah, drugi sin Prithvi Narayan Shaha, je kot regent za svojega mladega nečaka Rana Bahadur Shaha odločal skoraj desetletje od 1785 do 1794 in na trgu zgradil tempelj Šive Parvati. Ta enostrešni tempelj je zasnovan v nevarskem slogu in je izjemno podoben prejšnjim templjem, ki so jih zgradili Malla. Je pravokotne oblike in v pritličju vsebuje Navadurgo, skupino boginj. Ima leseno podobo Šive in Parvati pri oknu v zgornjem nadstropju, ki gleda na mimoidoče na trgu. Druga pomembna donacija v času Rane Bahadur Šaha je kovinsko prevlečena glava Swet Bhairava v bližini templja Degutale. To je bilo podarjeno v času festivala Indra Jatra leta 1795 in še vedno igra pomembno vlogo na festivalu vsako leto. Ta približno 3,6 metrov visok obraz Bhairava je do konca leta skrit za rešetkastim lesenim zaslonom. Naslednja donacija Rana Bahadur je kot darilo boginji Taleju podaril velik bronasti zvon.
Skupaj z udarjanjem ogromnih bobnov, ki jih je podaril njegov sin Girvan Yudha, je zvon zvonil vsak dan med vsakodnevnim obrednim čaščenjem boginje. Kasneje so se ti instrumenti uporabljali tudi kot alarmni sistem. Toda po smrti njegove ljubljene tretje žene Kanimati Devi zaradi črnih koz, je Rana Bahadur Šah znorel od žalosti in je imel veliko slik bogov in boginj, vključno s kipom Taleju in zvonom in Sitalo, boginjo črnih koz.
Leta 1908 je bila zgrajena palača Gaddi Durbar po evropskih arhitekturnih zasnovah. Na predsednike vlad Rana, ki so prevzeli oblast, ne pa tudi prestol države od kraljev Šahov od leta 1846 do 1951, so močno vplivali evropski slogi. Gaddi Durbar je prekrit z belim ometom, ima grške stebre in ima veliko sprejemno dvorano, vse tuje značilnosti. Balkoni te palače so bili med kraljevo družino med festivalom rezervirani za ogled spodnjega trga.
Nekateri deli trga, kot je Hatti Čovk v bližini Kumari Bahala v južnem delu, so bili odstranjeni med obnovo po uničujočem potresu leta 1934. Med gradnjo Nove ceste so jugovzhodni del palače odstranili in zapustili samo fragmente na mestu kot opomnik o preteklosti. Katmandujski kraljevi trg kljub zmanjšanju svoje prvotne velikosti in privlačnosti iz zgodnejše arhitekture 17. stoletja še vedno prikazuje starodavno okolje, ki se razteza čez pet hektarjev površine. Ima palače, templje, kvadrante, dvorišča, ribnike in podobe, ki so jih združili v treh stoletjih dinastij Malla, Shah in Rana.

## Obisk
Trg je mesto palačnega kompleksa Hanuman Dhoka, ki je bila do 19. stoletja kraljeva rezidenca in kjer so potekali pomembni obredi, kot je kronanje nepalskega monarha. Palača je okrašena z razkošno izrezljanim lesenim oknom in ploščami ter hrani spominski muzej kralja Tribhuwana in muzej Mahendra. Možno je obiskati državne prostore znotraj palače.
Vedno znova so templji in palače na trgu preživeli obnovo, potem ko so bili poškodovani zaradi naravnih vzrokov ali zanemarjanja. Trenutno je na trgu manj kot deset kvadrantov. Templje ohranjajo kot spomenike nacionalne dediščine, palače pa se uporablja kot muzej. Le nekaj delov palač je odprto za obiskovalce, templji Taleju pa so odprti samo za ljudi hindujske in budistične vere.
Na južnem koncu trga je ena najbolj nenavadnih znamenitosti Nepala, Kumari Čovka. Ta pozlačena kletka vsebuje Raj Kumari, dekle, izbrano v starodavnem in mističnem izbirnem postopku, da postane človeška inkarnacija hindujske boginje matere, Durge. V času festivala Indra Jatra se odpravi na ogled mesta, na teh festivalih pa se prevaža iz kraja v kraj v svoji kočiji. Prav tako se pojavlja na javnih nastopih v času nekaj drugih festivalov, sicer lahko njeni bhakte obiščejo in jo častijo za plačilo, ki jo plačajo njenim stražarjem. Rečeno je, da je zla usoda za vas, če vas zavrne, da bi jo častili.

## Galerija
- Tempelj UmaMahešvor pri Hanuman Dhoka
- Hanuman Dhoka
- Basantapur
- Tempelj Jagannath
- Narasimha je avatar hindujskega boga Višnuja. Ima glavo leva in človeško telo. Ta idol je ustanovil kralj Pratap Malla leta 1673
- Kathputli (lutnje)
- Haatha
- Aakaš Bhairav v Indra Jatra
- Holi v Basantapurju

## Potres
25. aprila 2015 je Katmandu prizadel potres z ocenjeno jakostjo 7,9 (MW), ki je močno prizadel trg in porušil številne stavbe, med katerimi je bila najpomembnejša stoletna lesena konstrukcija Kasthamandap. 